# Roek
De roek (Corvus frugilegus) is een zangvogel uit de familie van de kraaien (Corvidae). De wetenschappelijke naam van de soort werd in 1758 gepubliceerd door Carl Linnaeus.

## Kenmerken
De roek is vrijwel even groot als de zwarte kraai, ongeveer 46 centimeter lang. Het verenkleed is zwart met een blauwige metaalglans. De snavel is ook zwart, iets naar beneden gebogen en wat slanker dan die van de zwarte kraai. Als het dier wat ouder is, wordt de snavelbasis kaal, en de onderliggende grijze huid zichtbaar. De kale, wittige snavelbasis is kenmerkend. Verder hebben ze een keelzak die ze vol kunnen proppen bij het foerageren. Het bovendeel van de poten is, anders dan bij zwarte kraaien, met wat veren bekleed. Deze 'broek' maakt ook jonge roeken (jonger dan acht maanden), die nog geen lichte snavelbasis hebben, in het veld herkenbaar. De beide geslachten zijn gelijk gevederd en even groot. Het vliegbeeld van de roek is van dat van de zwarte kraai te onderscheiden door een iets langere en dieper ingesneden vleugelhand; de vlucht maakt een wat gerieflijker indruk, de vleugelslag is wat sneller. De roek kan luidruchtig zijn en heeft een groot aantal geluiden tot zijn beschikking, die deels sterk met die van de zwarte kraai overeenkomen.

## Levenswijze
Roeken zijn van de kraaiachtigen de enige soort die in dichte kolonies nestelt. Dat doen ze in boomtoppen. De kolonies kunnen enkele, tientallen of honderden paren tellen.

## Verspreiding en leefgebied
De roek komt voor van Ierland in het westen tot de Altaisteppen in het oosten, en van Noord-Spanje tot in Denemarken en Zuid-Zweden en ook nog tot de westkust van Finland. In Nieuw-Zeeland is de vogel door de mens ingevoerd en wordt daar nu krachtig bestreden omdat hij een gevaar voor de inheemse fauna vormt.
Er worden twee ondersoorten onderscheiden:
- C. f. frugilegus – van Europa tot centraal Azië
- C. f. pastinator Gould, 1845 – oostelijk Azië

## Biotoop
Het leefgebied van de roek is open akker- en weideland, afgewisseld met bomen, bosjes, boomrijen en heggen. De vogel gedijt goed in menselijk cultuurland als hij niet wordt bejaagd. Vooral de aanwezigheid van akkers is gunstig. Roeken hebben voorkeur voor hoge bomen, bij voorkeur niet in een bos maar een losse opstand. Het boomtype maakt niet zoveel uit. Als in het voorjaar de boomkruinen nog kaal zijn, zijn alle nesten van een roekenkolonie goed zichtbaar. Ze worden niet afgeschrikt door de nabijheid van mensen. Mensen kunnen echter wel last hebben van een grote luidruchtige roekenkolonie vlak in de buurt, met vaak ook poepoverlast op wegen en auto's. In sommige grote steden zijn zeer grote overwinteringsplaatsen (bijvoorbeeld in Wenen, circa 250.000 exemplaren). Dergelijke verstedelijkte populaties passen hun gedrag aan, en foerageren meer op straat waarbij ze veel minder schuw kunnen worden, met een vluchtafstand van een paar meter. Roeken zijn erg trouw aan hun broedplaats.

## Gedrag
De vogels worden actief vanaf ongeveer een uur voor zonsopgang, en blijven tot het donker wordt actief, zodat er ook in de winter wel acht uur beschikbaar is voor het zoeken van voedsel. Roeken leven het gehele jaar in groepen, broeden in soms zeer grote kolonies en slapen samen in slaapbomen. Er is een scala van groepsgedragingen. Op de bodem verplaatst de roek zich met plechtige passen of met sprongetjes, in de lucht met een krachtige vleugelslag met vrij lange glijmomenten. In het voorjaar ziet men vaak spelvluchten en luchtacrobatiek. Spelletjes met groepsgenoten worden geregeld gezien, zoals dingen laten vallen en opvangen of samen op een tak zitten te schommelen. Partners begroeten elkaar met een soort paradepas, waarbij de vleugels licht worden opgetild. Tijdens de balts vindt er wederzijdse verenkleedverzorging plaats, voedselbedelen, snavelcontact en lange baltsroepduetten waarbij de partners wat apart van de anderen met breed gespreide staart naast elkaar zitten. Het komt vaak voor dat kauwen zich bij de kolonies en overwinteringszwermen van roeken aansluiten; ook kraaien doen dit weleens. Roeken zijn net als andere kraaiachtigen uitgesproken nieuwsgierig en kunnen in volières makkelijk kunstjes leren.

### Voedsel
Roeken zijn net als andere kraaiensoorten flexibele eters. Ze prefereren dierlijk voedsel: regenwormen, slakken, insecten (vooral ritnaalden; de larven van kniptorren) en af en toe muizen. Plantaardig voedsel maakt ongeveer 60% van hun dieet uit. De plantaardige voeding bestaat vooral uit allerlei zaden. Ook worden wel noten, eikels en vruchten als kersen en pruimen gegeten. Juveniels worden voornamelijk met wormen en insecten gevoerd.

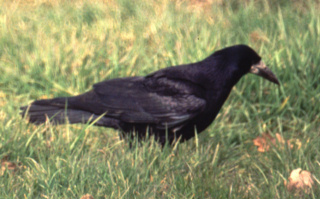
Roek, let op de kale snavelbasis

Met kleine sprongetjes afgewisseld met grote stappen lopen de dieren over de bodem en zoeken naar voedsel waarbij de snavel wordt gebruikt om te voelen, te pikken, te graven en te grijpen. Het voedsel wordt vooral op het gezicht gevangen. Soms worden zonnebloempitten of maïskorrels uit het bloemhoofd of de kolf gepikt. Er is een dagelijkse variatie in het foerageergedrag, waarbij 's ochtends vaak de voor het grijpen liggende buit wordt gepakt, 's middags wat dieper wordt gegraven en nog later stukken terrein min of meer systematisch worden afgezocht.

### Vogeltrek
West-Europese roeken zijn grotendeels standvogels. Hoe verder naar het oosten, hoe vaker de roeken 's winters naar het zuiden trekken.

## Voortplanting en broedzorg

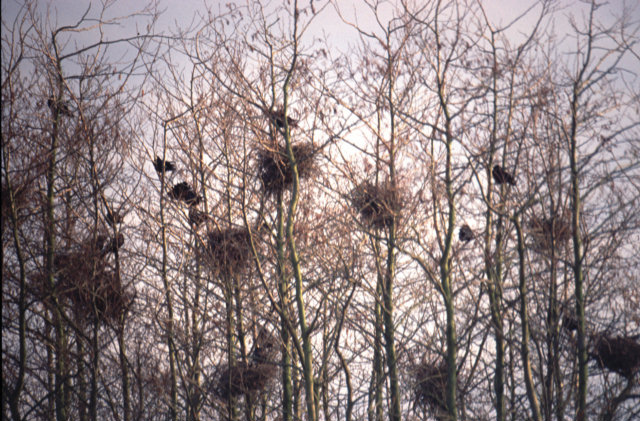
Deel van roekenkolonie langs de A50 ten noorden van Apeldoorn

Roeken zijn geslachtsrijp aan het einde van hun tweede jaar. Ze vormen een paar voor het leven. De nestbouw begint vroeg in maart, meestal in de kruin van een hoge loofboom. De nesten liggen dicht op elkaar, maar meestal niet dichter dan een meter. Soms worden weleens nesten op de grond, op gebouwen of op bruggen gemaakt, maar dit is zeldzaam. Het nest wordt door beide partners gemaakt, is stevig in elkaar gezet van dunne buigzame twijgen en wordt van binnen met verschillende materialen gevoerd. Vaak wordt er materiaal van buurnesten of uit naburige kolonies geroofd. Het legsel bestaat uit 3 tot 6, soms negen grijsgroene, onduidelijk gevlekte eieren, en wordt door het vrouwtje 16 tot 19 dagen bebroed. Zij wordt in die tijd door het mannetje gevoerd. De jongen verblijven ongeveer een maand in het nest, in de eerste tien dagen gevoerd door het mannetje, daarna door beide ouders. Na het uitvliegen worden de jongen nog een poosje door de ouders verzorgd waarna ze zich aansluiten bij een troep leeftijdgenoten en in de nabije omgeving op verkenning gaan. In deze jeugdgroepen vindt dan ook na circa een jaar de paarvorming plaats. Meestal wordt er in een jaar maar een enkel nest opgekweekt, tenzij er een vroeg broedselverlies optreedt.

## Bescherming
De roek werd vroeger sterk bejaagd. Vooral in de jaren 1940 was er veel afschot. Jonge roek werd als delicatesse verkocht. In Nederland is de roek nog algemeen en bijvoorbeeld in het oosten van het land een dagelijkse verschijning. De roekenstand hangt sterk samen met menselijk ingrijpen. Het areaal aan landbouwgrond heeft een positieve invloed op de roekenstand, bejaging een negatieve. Voor de akkerbouw kan de roek eerder als een nuttige dan een schadelijke vogel worden beschouwd. In stad of dorp veroorzaken ze met hun massale kolonies soms veel overlast.
Aangezien de roek een beschermde soort is mag verjaging alleen met ontheffing geschieden. Hiertoe dient de gemeente een "Roekenbeschermingsplan" te maken. Hierin moet onder andere aangetoond worden dat vervangende broedgelegenheid bestaat. Deze moet dan als beschermde locatie worden aangewezen.

## Status in Nederland
Voor de periode 2013-2015 werden er tussen de 48.000 en 53.000 broedparen geteld en het aantal overwinterende exemplaren bedroeg toen tussen de 150.000 en 175.000.